# Cosmologie
Pour les articles homonymes, voir Cosmologie (homonymie).
Ne doit pas être confondu avec Cosmogonie.
La cosmologie est une branche de la physique qui regroupe les études portant sur les propriétés de l'Univers dans son ensemble, sa structure. La cosmologie permet d'étudier l'origine et l'évolution de l'univers. Les théories et les hypothèses permettent d'établir des modèles, qui sont testés avec des observations. La théorie dominante sur l'origine et l'évolution de notre Univers est la théorie du Big Bang.

## Mesure de l'Univers

### Distance Terre-Soleil utilisée comme unité astronomique
La Terre est une planète de taille relativement modeste (environ 6 370 km de rayon), en orbite autour d'une étoile de la séquence principale, le Soleil. Par définition, la distance Terre-Soleil est approximativement égale à l'unité astronomique (notée « au »), soit environ 150 millions de kilomètres. D'autres planètes orbitent autour du Soleil. La plus éloignée (en ne comptant pas les planètes naines) est Neptune, distante d'environ 4,5 milliards de kilomètres du Soleil, soit trente untiés astronomiques.

### La galaxie comme structure
Le Système solaire est lui-même lié à une structure, la Galaxie (ou Voie lactée), qui comprend plusieurs centaines de milliards d'étoiles. L'étoile la plus proche du Soleil, Proxima du Centaure, est située à un peu plus de quatre années-lumière, soit ±38 000 milliards de kilomètres de celui-ci, soit 260 000 fois plus que la distance Terre-Soleil. La plupart des étoiles visibles à l'œil nu dans le ciel nocturne sont à des distances de plusieurs dizaines, voire centaines d'années-lumière. Le Soleil est situé à la périphérie de la Galaxie. Il en est à environ 25 000 années-lumière ; la Galaxie a un rayon environ deux fois plus grand que cette distance, pour un diamètre d'environ 100 000 années-lumière. Ces dimensions en font une galaxie typique de l'Univers.
Si l'on excepte les galaxies naines, qui existent en nombre dans le voisinage de notre galaxie, la galaxie massive la plus proche de nous est la galaxie d'Andromède, dont la distance est légèrement supérieure à deux millions d'années-lumière. Notre galaxie et celle d'Andromède sont les deux représentants les plus massifs d'un groupe de galaxies lié par la gravitation et appelé Groupe local, large de quelques millions d'années-lumière. Il existe d'autres structures plus grandes dans l'Univers, appelées amas de galaxies et superamas. L'amas le plus proche du Groupe local est l'amas de la Vierge (ou amas de Virgo, du nom latin de la constellation), lui-même situé près du centre du superamas de la Vierge. Les superamas sont les plus grosses structures existant dans l'Univers, toutefois leur taille ne dépasse pas 200 à 300 millions d'années-lumière. Ces structures s'organisent en filaments de plus forte densités qui entourent des espaces quasiment vides d'une taille de l’ordre de centaines de millions d’années-lumière (les astres y pénétrant étant ralentis par l'effet gravitationnel des filaments constitués de superamas),.
La limite de l'Univers observable est, elle, estimée à 45 milliards d'années-lumière, ce qui correspond à la distance de l'horizon cosmologique dans le cadre du modèle standard de la cosmologie.
On estime à :
- 10 millions le nombre de superamas situés dans l'Univers observable ;
- 25 milliards le nombre d'amas de galaxies situés dans l'Univers observable ;
- 350 milliards le nombre de galaxies massives (supérieure à ou de l'ordre de celle de notre galaxie) situées dans l'Univers observable ;
- 30 000 milliards de milliards (3×1022) le nombre d'étoiles situées dans l'Univers observable.

### Masses
La masse volumique de la Terre est d'environ cinq tonnes par mètre cube. Étant donné sa taille, sa masse est d'environ 6 × 1024 kg. Le Soleil, qui est une étoile typique, est environ 300 000 fois plus massif, soit 2 × 1030 kg. Pour les objets plus gros (galaxies, amas de galaxies), il est de coutume d'utiliser la masse solaire comme unité de masse, le kilogramme devenant une unité trop petite au vu des ordres de grandeur en jeu.
Les observations indiquent que les galaxies sont significativement plus massives que les étoiles qui les composent. On est à peu près certain aujourd'hui qu'en plus de la matière ordinaire dont nous sommes fait, il existe une autre forme de matière, actuellement inconnue en laboratoire, appelée « matière noire ». Contrairement à la matière ordinaire, cette matière n'interagit pas avec la lumière et est donc invisible. De plus, elle ne forme pas de structures compactes comme des étoiles, des planètes ou des astéroïdes, mais a une répartition nettement plus diffuse au sein des galaxies. La masse de la matière noire au sein des galaxies (et dans l'Univers tout entier) est environ six fois plus élevée que celle de la matière ordinaire. La masse de notre galaxie est ainsi d'un peu plus de mille milliards de masses solaires.
La masse estimée des superamas est d'environ quelque 15 masses solaires. Rapportés à leur taille, les superamas sont des objets extrêmement peu denses : quelques dizaines d'atomes par mètre cube seulement. La masse de l'Univers observable est estimée à 1,4 × 1024 masses solaires.

### Durées
La période de révolution de la Terre autour du Soleil est d'une année (en fait une année tropique). Plus les planètes sont éloignées du Soleil, plus leur période de révolution est grande, conséquence de la troisième loi de Kepler. Ainsi, Neptune a une période de 165 ans.
Les ordres de grandeurs augmentent considérablement si l'on regarde la période de révolution du Soleil autour du centre galactique : elle est d'environ 200 millions d'années. Les étoiles ne sont pas des objets immuables. Elles se forment, se mettent à briller, puis s'éteignent faute de combustible nucléaire en leur sein. L'âge du Soleil est d'environ 4,5 milliards d'années. Les étoiles les plus vieilles de notre galaxie ont environ 10 milliards d'années. C'est aussi l'âge de notre galaxie. Les galaxies aussi naissent à partir d'immenses nuages de gaz. L'Univers lui-même tel que nous le connaissons n'est pas éternel. Il est issu d'une phase extrêmement dense et chaude, le Big Bang, qui s'est produit il y a environ 13,819 milliards d'années.

## Évolution du cadre théorique

### Concept métaphysique
La cosmologie permet d'étudier l'origine et l'évolution de l'Univers,. Avant d'être une science dotée d'un cadre théorique, il s'agissait d'une théorie philosophique visant à étudier des lois générales de l’Univers et de sa constitution au point de vue expérimental et au point de vue métaphysique. Dans la classification de Christian Wolff (1729), la cosmologie était une des trois disciplines de la « métaphysique spéciale », avec la théologie (dieu), et la psychologie (l'âme).
Au Moyen Âge, en Europe, théologie et cosmologie étaient étudiées par les mêmes intellectuels. Whitehead souligne d'ailleurs que si Galilée avait raison de dire que la Terre bouge, l'Église avait raison de dire que c'était le soleil qui bouge, ce dont la théorie de la relativité a finalement rendu compte, en montrant que ce sont les deux qui bougent, dans un univers où tout bouge. Il faut aussi tenir compte des instruments de l'époque. Les étoiles éloignées paraissaient fixes et leur nature pouvait difficilement être comprise, sans télescope. Whitehead rend compte de cela. L'expérience peut être changée par l'invention de tel ou tel instrument. L'expérience que nous avons du réel sans instrument ne reste pas moins valable pour autant. Nous voyons toujours le soleil traverser le ciel et la terre être fixe sous nos pieds, c'est simplement une autre perspective sur les mêmes objets. Les objets sont susceptibles d'un nombre indéfini de perspectives dont aucune n'est plus vraie qu'une autre.
Par exemple, les recherches historiques et archéologiques permettent d'envisager que dans la cosmologie Maya, la terre était plate et carrée, et que le ciel était porté par des divinités ou des arbres.

L'histoire de la cosmologie diffère d'un endroit à l'autre de la planète
Cosmologie de la civilisation sumérienne.
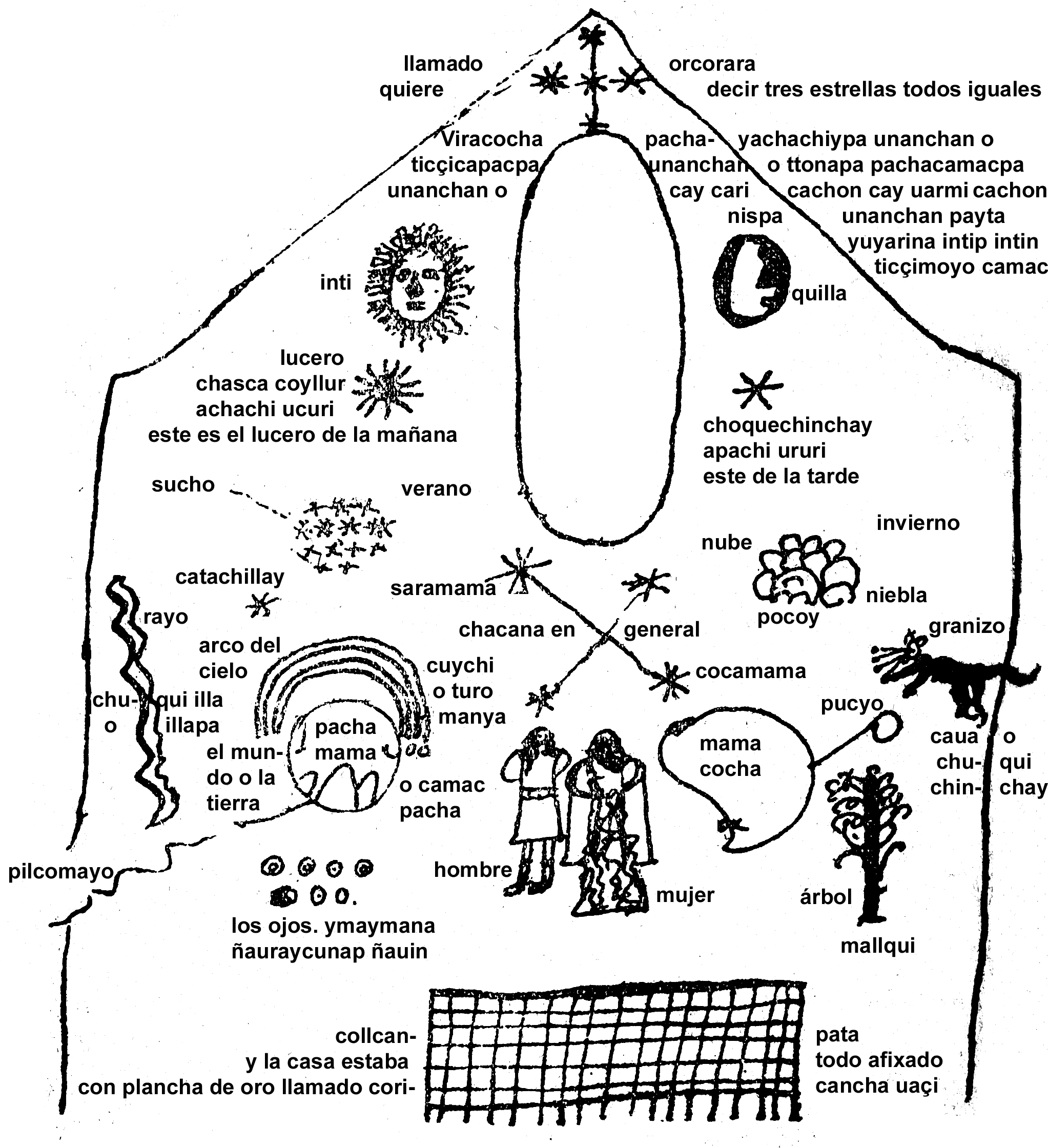
Cosmologie de la civilisation inca.

### En Europe, étude réduite au système solaire jusqu'auXIXesiècle

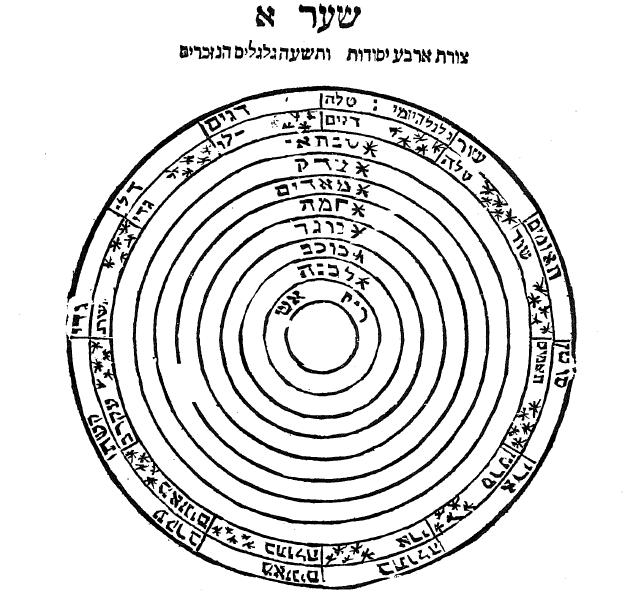
Cosmologie de Ptolémée.

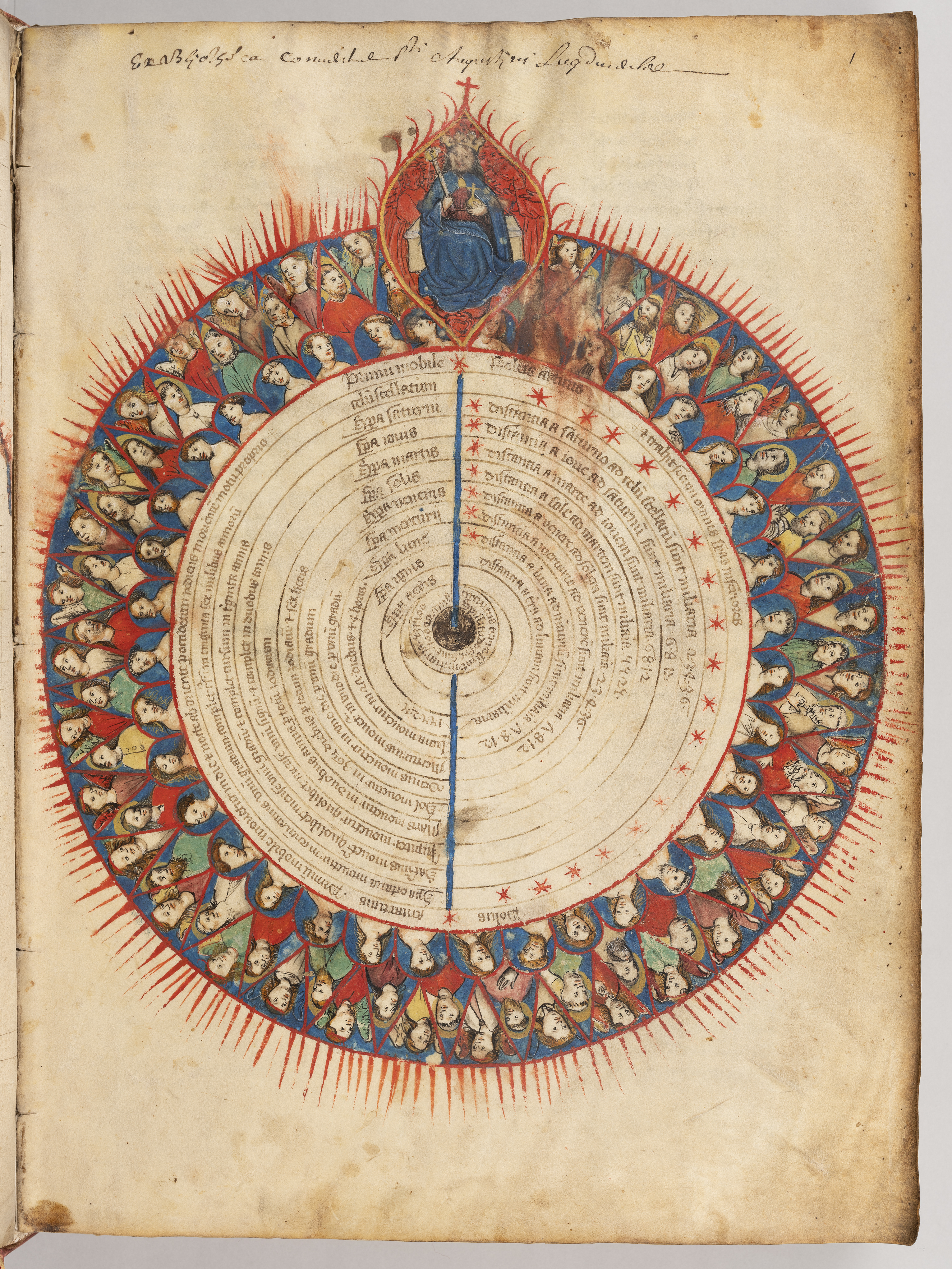
Sphères et paradis célestes autour de la Terre.

La notion d'Univers a évolué au cours de l'Histoire, la cosmologie a d'abord commencé par des observations à l'oeil nu. Au 13e siècle, le Traité de la sphère de Joannes de Sacrobosco présente une imagerie d'un système géocentrique hérité de l'Antiquité : on y voit des cercles concentriques représentant l’axe du monde, les sphères élémentaires, planétaires, les étoiles et l’empyrée. Alors que la Terre était généralement considérée comme un point fixe (théorie géocentrique, défendue entre autres par Aristote et Ptolémée), la Renaissance a vu émerger l'idée que notre planète n'occupait pas de position privilégiée dans l'Univers (principe copernicien), et n'en était certainement pas au centre. C'est à partir du XVIIe siècle que les premiers instruments d'observation astronomiques ont fait leur apparition (lunette astronomique de Galilée, puis télescope d'Isaac Newton), permettant d'arpenter le cosmos, et de réfléchir à sa structure, puis, à partir du XXe siècle, à son histoire et son évolution.
Depuis le XVIIIe siècle, la cosmologie s'est émancipée de la métaphysique et de la théologie ce qui amène à la distinction entre cosmologie scientifique et cosmologie religieuse.
La cosmologie scientifique établie à un instant donné dépend directement de ce que l'on connaît de l'Univers. Avant le XIXe siècle, l'Univers connu était essentiellement réduit au seul système solaire, et la cosmologie portait donc uniquement sur la formation de celui-ci.

### Découverte du concept de galaxies auXXesiècle

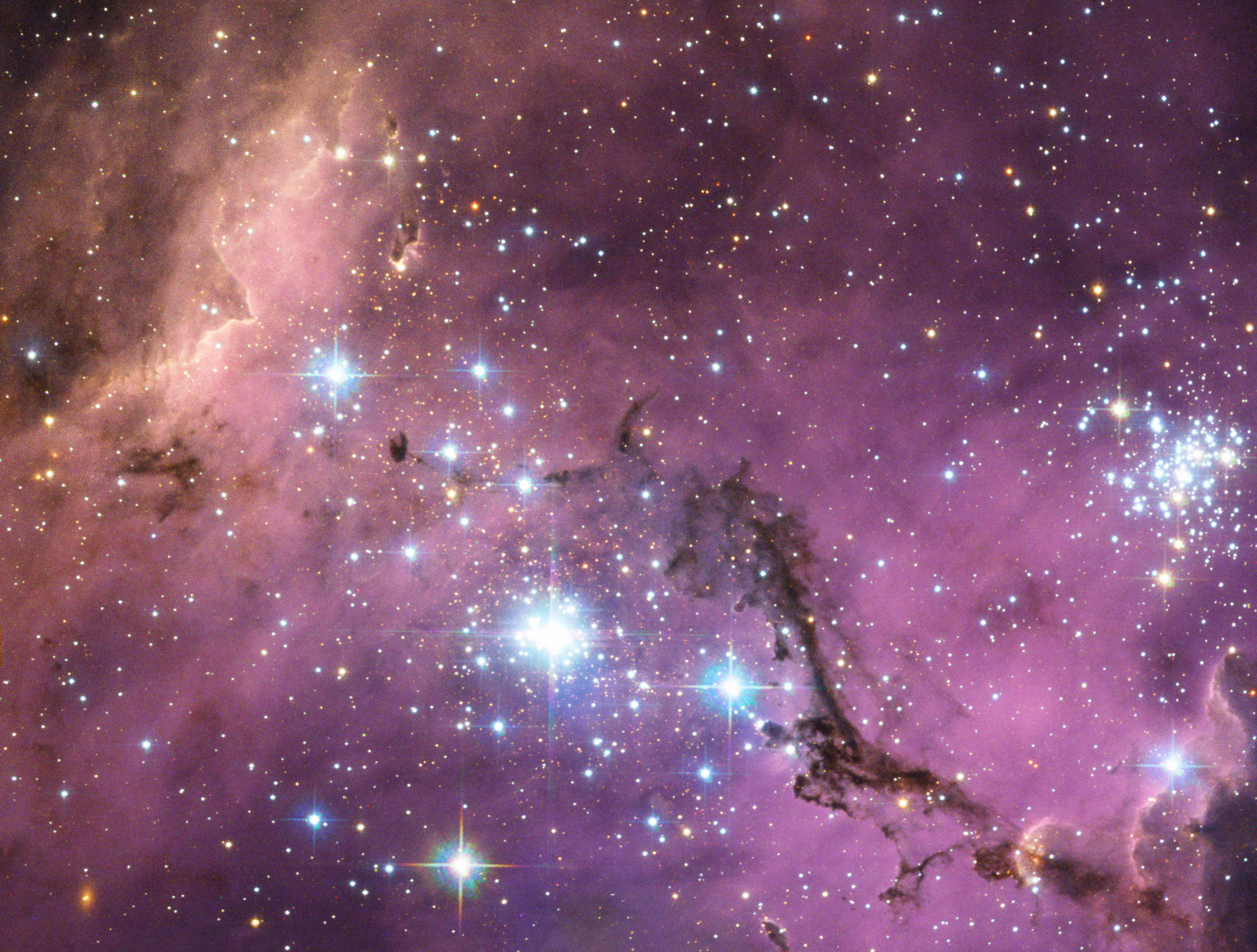
Image d'une galaxie satellite de la voie lactée, prise par télescope Hubble en 2013.

Avec l'amélioration technique des télescopes, c'est à partir de la première moitié du XIXe siècle que la distance aux étoiles proches a commencé à être connue ou évaluée de façon relativement réaliste. À partir de 1838, grâce à Friedrich Wilhelm Bessel. L'étude de la répartition spatiale des étoiles au sein de notre galaxie a ensuite été effectuée jusqu'au début du XXe siècle. Enfin, dans les années 1920 la nature extragalactique de ce que l'on appelait alors les « nébuleuses » (aujourd'hui les galaxies) a été découverte par Edwin Hubble. Peu après, Georges Lemaître a également découvert l'expansion de l'Univers, c'est-à-dire le fait que les galaxies de l'Univers s'éloignent les unes des autres, et ce d'autant plus vite qu'elles sont loin. La cosmologie telle qu'on l'entend aujourd'hui est donc l'étude de la structure, l'histoire et l'évolution d'un Univers empli de galaxies à perte de vue.
Par nature, les cosmologies scientifiques se confrontent à la méthode scientifique, et sont échafaudées de façon à être des théories satisfaisantes les plus compatibles avec les observations à une époque donnée.[citation nécessaire] La qualité des observations allant en s'améliorant, les théories sont régulièrement affinées, de façon à tenir compte de celles-ci, au gré des progrès scientifiques et technologiques. Dans certains cas, elles peuvent être abandonnées au profit d'autres théories si les observations s'avèrent impossibles à réconcilier avec elles. Les grands changements de paradigme restent relativement rares dans l'histoire de la cosmologie (abandon du géocentrisme au profit de l'héliocentrisme, découverte des échelles de distance interstellaires, de la structure de la Voie lactée, et de l'expansion de l'Univers). Les modifications moins drastiques d'une théorie donnée sont plus fréquentes (ajouts de l'inflation cosmique, de la matière noire et de l'énergie noire au modèle standard de la cosmologie, par exemple).

## Cadre théorique actuel

### Apports de la relativité générale
La cosmologie a pour but de décrire l'Univers et sa formation, que l'on peut dans un premier temps représenter par une distribution relativement uniforme (à grande échelle) de matière. Il se trouve que la mécanique newtonienne s'avère incapable de décrire une distribution uniforme et infinie de matière. Pour décrire l'Univers, il est indispensable de faire appel à la relativité générale, découverte par Albert Einstein en 1915. Einstein est d'ailleurs le premier à publier un modèle cosmologique moderne, solution de sa théorie fraîchement découverte, mais décrivant un Univers homogène fini et statique. Ce modèle est essentiellement autant motivé par des considérations philosophiques que physiques, mais introduit une idée extrêmement ingénieuse (et un peu hasardeuse à l'époque), le principe cosmologique.
La découverte quelques années plus tard de l'expansion de l'Univers par Edwin Hubble remet en cause le modèle d'Univers statique d'Einstein et finit de jeter les bases de la cosmologie moderne : l'Univers (ou en tout cas la région accessible aux observations) est en expansion et décrit par la relativité générale. Son évolution est déterminée par cette théorie, ainsi que par les propriétés physiques des formes de matière présentes dans l'Univers. C'est essentiellement en fonction de ces dernières que les différentes théories cosmologiques vont émerger.
L'Univers était plus dense et plus chaud par le passé. C'est là l'idée fondatrice du Big Bang, dont le modèle a émergé au milieu du XXe siècle. Il indique que l'Univers tel que nous le connaissons est issu d'une phase dense et chaude (sans prétendre savoir ce qu'il s'est passé au tout début de cette phase), à l'issue de laquelle il était dans un état extrêmement homogène, c'est-à-dire sans objets astrophysiques (étoiles, galaxies...). Ces objets se sont par la suite formés par un mécanisme appelé instabilité gravitationnelle. À mesure que des objets astrophysiques se forment, les conditions physiques qui règnent dans l'Univers changent, pour finalement produire l'Univers tel que nous le connaissons. Le détail de ces processus dépend de nombreux paramètres, comme l'âge de l'Univers, sa densité, et les propriétés des différentes formes de matière qui coexistent dans l'Univers.
En pratique, les chercheurs élaborent des modèles cosmologiques, c'est-à-dire une sorte de scénario décrivant ici les différentes phases par lesquelles l'Univers est passé depuis et éventuellement pendant le Big Bang. Dans les années 1990 a finalement émergé le modèle standard de la cosmologie, qui représente le modèle le plus simple à même d'expliquer l'ensemble des observations cosmologiques.

### Modèle standard de la cosmologie
La relativité générale, la mécanique quantique et la théorie des champs, couplées à de nombreuses observations astronomiques permettent aujourd'hui d'ébaucher un scénario relativement fiable de l'histoire de l'Univers sur les 13 ou 14 derniers milliards d'années. Il est de coutume désormais de parler d'un modèle standard de la cosmologie, à l'instar du modèle standard en physique des particules, bien que ce dernier soit quantitativement mieux testé et mieux contraint. Le modèle standard de la cosmologie est basé sur le concept de l'expansion de l'Univers, et le fait que celui-ci ait été plus dense et plus chaud par le passé (d'où le terme de Big Bang chaud). Sa description repose sur l'utilisation de la relativité générale pour décrire la dynamique de son expansion, et la donnée de son contenu matériel déterminé pour partie par l'observation directe, pour partie par un ensemble d'éléments théoriques et observationnels. On considère aujourd'hui que l'univers est homogène et isotrope (c'est-à-dire qu'il a toujours le même aspect quel que soit l'endroit d'où on l'observe et la direction dans laquelle on l'observe), que sa courbure spatiale est nulle (c'est-à-dire que la géométrie à grande échelle correspond à la géométrie dans l'espace usuelle), et qu'il est empli d'un certain nombre de formes de matière, à savoir :
- de la matière ordinaire (atomes, molécules, électrons, etc.), aussi appelée matière baryonique, entrant pour environ 5 % de la composition de l'Univers ;
- une autre forme de matière appelée matière noire (ou matière sombre), d'origine non baryonique, composée de particules massives non détectées à ce jour[Quand ?], entrant pour environ 25 % de la composition totale ;
- une autre forme d'énergie dont la nature est mal connue, mais qui pourrait être une constante cosmologique, et appelée génériquement énergie noire, entrant pour 70 % dans la composition du contenu matériel de l'Univers.

À ceci s'ajoute le rayonnement électromagnétique, principalement sous la forme d'un fond homogène de photons issus de la phase dense et chaude de l'histoire de l'Univers, le fond diffus cosmologique. Il existe également un fond cosmologique de neutrinos, non détecté à ce jour[Quand ?], mais dont l'existence est avérée par un certain nombre d'observations indirectes (voir l'article pour plus de détails), ainsi qu'un fond cosmologique d'ondes gravitationnelles, également non détecté, directement ou indirectement.
Il est probable que, par le passé, le contenu matériel ait été différent. Par exemple, il n'existe pas, ou seulement très peu, d'antimatière dans l'Univers, cependant on pense que, par le passé, matière et antimatière existaient en quantités égales, mais qu'un surplus de matière ordinaire s'est formé lors d'un processus, encore mal connu, appelé baryogenèse. À l'heure actuelle, seules les époques les plus reculées de la phase d'expansion de l'Univers sont mal connues. L'une des raisons à cela est qu'il n'est pas possible d'observer directement ces époques, le rayonnement le plus lointain détectable à l'heure actuelle (le fond diffus cosmologique) ayant été émis environ 380 000 ans plus tard. Un certain nombre de scénarios décrivant une partie des époques antérieures existent, parmi lesquels le plus populaire est celui de l'inflation cosmique.
Le destin de l'Univers n'est pas, à l'heure actuelle, non plus connu avec certitude, mais, un grand nombre d'éléments laissent penser que l'expansion de l'Univers se poursuivra indéfiniment (voir accélération de l'expansion de l'Univers). Une autre question non résolue est celle de la topologie de l'Univers, c'est-à-dire sa structure à très grande échelle, où diverses idées ont été proposées (voir l'article Forme de l'Univers).

## Discipline au carrefour de la philosophie, de la théologie et des sciences
La cosmologie est une science dont le nom est dérivé du mot grec cosmos, concept philosophique qui désigne le monde ordonné par opposition au chaos. Le terme « cosmologie » désigne l’ensemble des recherches scientifiques relatives à l’Univers. Mais en théologie, les études cosmologiques désignent aussi ce qui apporte la preuve de l’existence de Dieu à partir de l’existence du monde. 
Au Moyen Âge, la cosmologie est un concept qui nourrit la vision de la santé et de la médecine. La pensée cosmologique médiévale conçoit l'Homme (microcosme formé de 4 humeurs) comme une imitation de l'Univers (macrocosme formé de 4 éléments). L'Homme, composé d'une âme (anima) et d'un corps (corpus), reproduit l'image de Dieu. Par sa corporalité il entretient avec le monde extérieur un ensemble de correspondances symboliques relevant à fois de la philosophie naturelle et de la médecine. Cette conception est reprise par exemple dans les fresques de la cathédrale d'Anagni où l'homme est placé au centre d'une roue représentant l'Univers. Hildegarde de Bingen, au XIIe siècle, reprend ce concept de cosmologie en insistant sur le rôle de l'Homme (imparfait depuis le péché originel et qui doit tendre vers le Salut) dans l'Univers (monde parfait créé par Dieu). 
Emmanuel Kant appelle cosmologie rationnelle l’ensemble des problèmes concernant l’origine et la nature du monde. Sciences et Religion ont donc un même objet d'étude car il s'agit d'étudier le rapport de l'humain au monde, par des représentations mentales à l'interface entre le divin, l’humain, la spiritualité. Les principaux théoriciens de la religion sont Émile Durkheim, Mauss, Bourdieu, Baechler, Gauchet, Moscovici, Sartre. Ainsi, selon Émile Durkheim, il n'est pas possible de dissocier le groupe social de sa vision du monde, chaque religion apporte son explication du monde et de son origine. Cependant, la science cosmologique se distingue de la croyance dès lors qu'une évolution est possible et que peut se poser la question de la certitude ; sans cela, la cosmologie scientifique peut être teintée de croyances.

### La cosmologie selon Whitehead
On pourrait s'étonner de ce que le terme « cosmologie » soit utilisé tout à la fois dans les domaines scientifiques et religieux. Alfred North Whitehead est le penseur qui rend le mieux compte de la raison pour laquelle il en est ainsi, dans son ouvrage principal, Procès et réalité - Essai de cosmologie (1929). « Cosmologie » est, dans le vocabulaire de l’auteur, synonyme de « métaphysique ». C’est l’objet de la philosophie spéculative, définie comme « la tentative pour former un système d’idées générales qui soit nécessaire, logique, cohérent, et en fonction duquel tous les éléments de notre expérience puissent être interprétés » comme un cas particulier du schème général. 

« Chaque mot compte. Chercher à rendre compte de la totalité des éléments de notre expérience suppose un système d’idées, aucune idée seule ne peut rendre compte de tout. Est adéquat un système d’idées qui ne laisse échapper aucun élément et rend compte de tous, qui a même texture que l’expérience. Est cohérent un système dans lequel chaque idée tient compte de toutes les autres dans une relation de présupposition mutuelle ; aucune n’a de sens prise isolément. Ce système doit forcément partir du langage ordinaire, quotidien, qui est assez flou, contrepartie de sa polysémie. »

Whitehead choisit soigneusement les mots qu’il emploie, et s’il recourt à des néologismes c’est pour extraire les mots de la gangue d’émotions et d’indications qu’ils emmènent inévitablement avec eux. « La « cosmo-logie », ce n’est pas seulement l’objet de la science spéciale indiquée par ce nom, cette branche de l’astrologie qui étudie l’Univers. C’est l’étude de l’ensemble des sciences en tant qu’elles sont chacune le lieu d’une expérience d’une région de l’univers, qui désigne seul la totalité de ce qui est ».
Pour Aristote la métaphysique désignait simplement ce qui est au-delà de l'expérience. Pour Whitehead, ce qu'il y a au-delà de l'expérience, c'est d'autres expériences, mais aussi le langage. C'est pourquoi il convient de se méfier de ce dernier. Tout l'effort d'une métaphysique rationnelle consiste en une sorte d'examen de l'usage du langage, afin d'éviter qu'il se crée des "localisation fallacieuses du concret". Penser, comme Newton, que la matière n'est pas créatrice, qu'elle est un donné non évolutif, est un exemple de localisation fallacieuse du concret, en en entraînant d'autres, puisqu'il faut de ce cas supposer que le donné a été créé. Penser que les sensations sont le pur donné de l'expérience est un autre exemple de localisation fallacieuse du concret, puisqu'en réalité les sensations sont le fruit des organes, de notre histoire, etc. et que l'on ne peut s'en assurer qu'au travers d'un examen rigoureux. Les sciences spéciales, par leur ignorance mutuelle des travaux des autres, leur naïveté à l'égard des spécialités différentes de la leur, ne cessent de créer de telles localisations fallacieuses du concret. Whitehead était extrêmement préoccupé par cette parcellisation du travail scientifique, qui ne génère plus de savants, mais des professionnels d'un domaine étroit de l'expérience.
L’auteur estime procéder à l’inverse de tous les autres concepteurs de systèmes métaphysiques. Pour lui les principes premiers de la métaphysique ne sont pas la base qui permet d’élaborer le système mais le but de la discussion. Ils ne sont jamais formulables de manière complète, leur connaissance est asymptotique. Toute élaboration de système de ce genre est une « aventure d’idées ». Ce sont des idées qui sont mises à l’essai (PR : 62) De tels principes sont pourtant incontournables, car eux seuls permettent de vérifier la rigueur des concepts utilisés dans les différentes sciences. L’autarcie des sciences spéciales positives (biologie, physique, etc.), au nom de laquelle la métaphysique est généralement rejetée, crée un ensemble de vides entre les disciplines qui rend impossible la critique des concepts qui sont malgré tout utilisés et définis, différemment, par chacune de ces sciences. Les travers de la spécialisation sont constamment critiqués par Whitehead, pour toutes sortes de raisons que nous découvrirons petit à petit. L’une d’entre elles est que le monopole des sciences spéciales sur les concepts crée une polysémie que personne ne contrôle. Ainsi un « champ » recevra-t-il une définition en physique qui sera fort différente de celle qu’il reçoit en agronomie, sans qu’il n’y ait jamais de discussion critique sur la pertinence du terme, sur sa capacité à indiquer l’expérience sans tromper. Whitehead se méfie beaucoup des abstractions, d’une certaine manière sa philosophie tout entière est tendue vers cet unique objectif d’éviter les « abstractions mal placées » ou « localisation fallacieuse du concret », qui nous conduisent dans des impasses et génèrent cette métaphysique comme champ de bataille que Kant avait bien raison de dénoncer. Whitehead cherche au contraire à se tenir au plus près de l’expérience. Il entend faire preuve d’audace spéculative et d’humilité devant les faits. « C’est dans leur traitement des « faits têtus » que les théories de la philosophie modernes sont les plus faibles ». Même s'il cherche à tenir compte de toutes les sciences, Whitehead s'inspire en particulier d'Einstein et de la physique des quantas.
Se tenir au plus près de l’expérience, c’est rejeter la différence entre les « qualités primaires » (ce que la science mathématique met en évidence) et les « qualités secondes » (ce que nous appréhendons dans l’expérience). C’est un point crucial de la philosophie de Whitehead, qui rejoint le souci romantique : n’omettre aucune expérience, rendre compte de toutes. C’est dans la manière de rendre compte de la perception que résident les difficultés de la métaphysique moderne. Le souci sous-jacent est aussi de nature démocratique, nous le verrons plus loin : aucune expérience ne doit être écartée par la seule raison de l’autorité. L’expérience ne s’explique que par l’expérience. « L’élucidation de l’expérience immédiate est l’unique justification d’une pensée ; et le point de départ de la pensée, c’est l’examen analytique des composants de cette expérience » . Cela le conduit à critiquer les théories de la perception héritées, qu’elles soient sensualistes ou subjectivistes. Aux sensualistes, il reproche de s’en tenir au « présent immédiat », ne voyant pas que les « données » de l’expérience ne sont jamais « claires et distinctes » et demandent toujours des investigations pour être précisées. Ainsi l’examen de l’œil permet-il de comprendre que nous ne percevons que certaines longueurs d’onde, et l’usage d’instrument permet-il de rendre perceptible ce qui ne l’était pas par les seuls sens. Le subjectivisme qu’il prête à Kant ne tient pas non plus, pas plus que la seule logique, car rien, dans l’expérience, ne permet d’attribuer l’organisation des choses au seul entendement. Cela ne revient pas non plus à dire qu’il n’y à rien à tirer des sens ou de la logique, au contraire ; mais le domaine de validité des enseignements provenant de ces expériences doit être établi de telle manière à ne pas outrepasser leurs droits. La vraie méthode est semblable au vol d’un avion, elle ne cesse d’aller et de revenir de l’expérience à la « rationalisation imaginative ». La tâche de la philosophie, c’est aussi de recouvrer la totalité rejetée dans l’ombre par la sélection à laquelle procède sans cesse la conscience, et plus généralement les perceptions.
Pour Whitehead, l'Univers est créativité. Dieu et le divin sont l’aboutissement de la créativité, le fondement de l’ordre et l’aiguillon du nouveau. Il n’est pas ce qui se tenait déjà avant la création du monde, dans le passé, mais ce qui se tient avec toute création, qui ne cesse jamais. Il y a lieu de parler de "dieu" car cette créativité est inexpliquée et inexplicable, elle est le fondement ultime du réel. C'est Platon dans le Timée qui met la créativité au fondement du processus cosmologique. Si la matière n'était pas création, comme chez Newton, il faudrait supposer un créateur initial. Ce n'est pas nécessaire chez Whitehead, et cela parce que cet auteur considère qu'un tel Dieu créateur est inaccessible à l'expérience et constitue donc le type même de la "localisation fallacieuse du concret". On aura compris que la cosmologie de Whitehead reste de part en part kantienne, au sens où Kant a voulu rester dans les limites de l'expérience. La différence est que Whitehead propose une tout autre théorie de la perception, s'appuyant beaucoup moins sur des catégories "a priori", qu'il juge trop subjectives, et beaucoup plus sur le résultat des sciences spéciales, en tant qu'elles sont chacune une expérience du réel.